# Envenenamiento por etilenglicol
La intoxicación por etilenglicol es causada por la ingestión de etilenglicol, el ingrediente primario de los anticongelantes para automóviles. El etilenglicol es un líquido tóxico, incoloro, inodoro y casi no volátil que algunas veces es consumido por los niños y animales debido a su sabor dulce. El benzoato de denatonio es una sustancia amargante que a veces se añade a los anticongelantes para prevenir la ingestión accidental o deliberada.
Después de la ingestión se presentan síntomas como vómitos, hiperventilación, acidosis metabólica, disfunción cardiovascular e insuficiencia renal aguda. El etilenglicol mismo no es el principal causantes de la intoxicación, sino sus metabolitos, principalmente el ácido glicólico y el ácido oxálico. El tratamiento por intoxicación necesita iniciarse tan pronto como pueda ser posible después de la ingestión para que sea más efectivo. En animales, una vez que se presenta la insuficiencia renal, el pronóstico no es nada favorable. 
Para obtener un diagnóstico médico totalmente fiable es necesaria la medición de etilenglicol en la sangre. Sin embargo, muchos hospitales no cuentan con las facilidades necesarias para llevar a cabo esta prueba, en este caso, la intoxicación se diagnostica por los signos de alteraciones en la bioquímica del cuerpo, como la presencia de cristales de oxalato de calcio en la orina. El tratamiento consiste en estabilizar al paciente y el uso de antídotos, como etanol o fomepizol (antizol). Los antídotos actúan mediante el bloqueo de la enzima responsable de la metabolización del etilenglicol, que impide la formación de metabolitos y detiene así la progresión de la intoxicación. La hemodiálisis también puede utilizarse para ayudar a eliminar el etilenglicol y sus metabolitos de la sangre. Mientras se lleva a cabo el tratamiento médico, el pronóstico es generalmente bueno y la mayoría de los pacientes se recuperan completamente.

## Fisiopatología

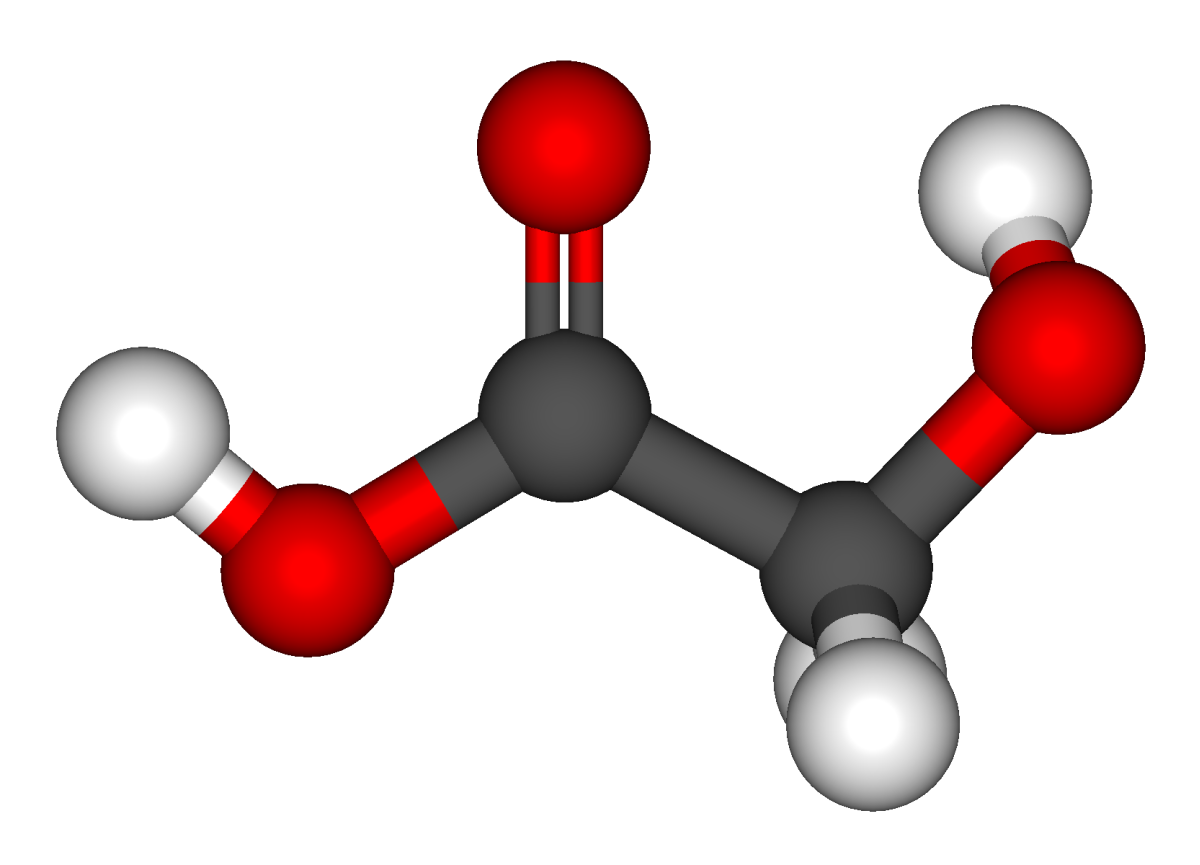
El ácido glicólico es el principal metabolito del etilenglicol responsable de la toxicidad

## Diagnóstico

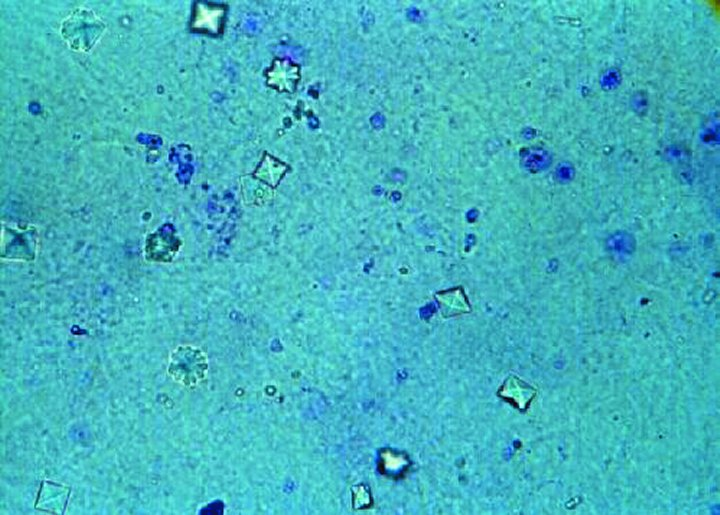
Una microscopía de orina que muestra cristales de oxalato de calcio.